# Château Baradello
Le château Baradello (en italien, Castel Baradello) se dresse sur la colline (430 m) surplombant la ville de Côme, dans la région italienne de Lombardie.
De la colline, on peut apprécier une vue panoramique à 360° du lac vers la ville, des sommets des Alpes à la plaine du Pô et les Apennins : sa tour massive avec une base carrée est clairement visible pour ceux qui arrivent à Côme.
L'origine étymologique du toponyme « Baradello » provient de la racine indo-européenne bar, qui signifie « lieu élevé ».

## Historique

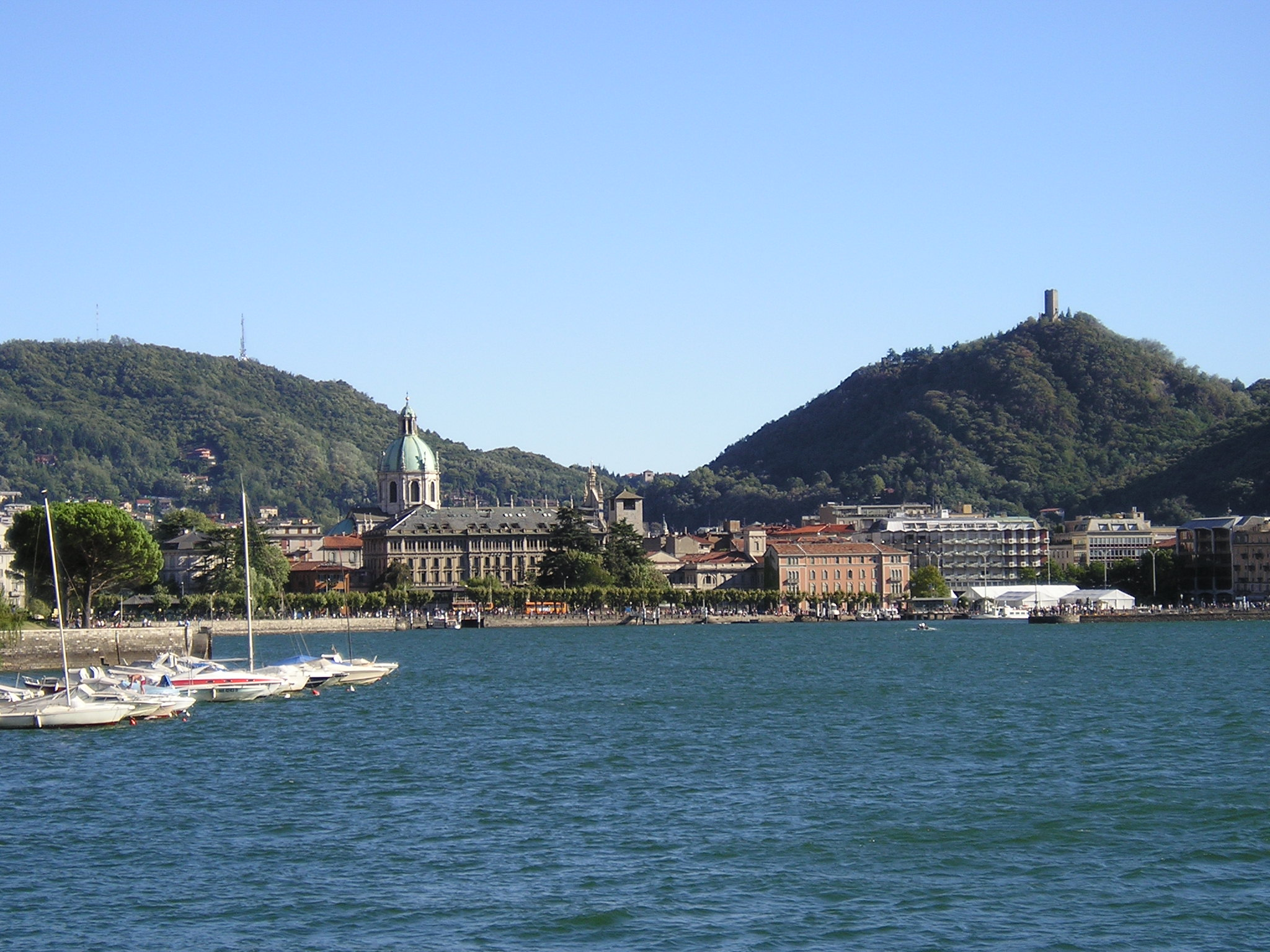
Le château en arrière-plan de la ville.

## Source de traduction
- (it) Cet article est partiellement ou en totalité issu de l’article de Wikipédia en italien intitulé « Castel Baradello » (voir la liste des auteurs).